# Reportatge Astral
El Reportatge Astral és un reportatge dirigit per Jordi Évole sobre la feina d'Òscar Camps i els voluntaris de Proactiva Open Arms en el Mediterrani central. El documental es va estrenar a sales de cine de tot Espanya per recaptar fons per la ONG Proactiva Open Arms.